# Anthem of the Peaceful Army
Anthem of the Peaceful Army è il primo album in studio del gruppo musicale statunitense Greta Van Fleet, pubblicato il 19 ottobre 2018.

## Antefatti
L'album segue la pubblicazione degli EP Black Smoke Rising e From the Fires. I due singoli estratti, Highway Tune e Safari Song, hanno entrambi raggiunto la vetta della classifica Mainstream Rock Songs. Il successo ottenuto ha permesso al gruppo di registrare il suo primo album ufficiale. Il piano originario era quello di incidere rapidamente le canzoni scritte nel corso degli ultimi anni, tuttavia, entrando nello studio, la band ha optato per scrivere e registrare in gran parte nuova musica, tutto durante un breve periodo di due settimane.

## Promozione
Il primo singolo, When the Curtain Falls, è stato presentato in televisione al The Tonight Show di Jimmy Fallon il 26 luglio 2018. Il titolo e la data di pubblicazione dell'album sono stati svelati pochi mesi più tardi, a settembre, in concomitanza con la distribuzione in anteprima del brano Watching Over. Nei giorni seguenti il gruppo ha pubblicato anche le tracce  Lover, Leaver, Anthem e You're the One.

## Accoglienza

### Pubblico
L'album ha debuttato al terzo posto della Billboard 200, vendendo all'incirca 87 000 copie nella prima settimana d'uscita. Ha inoltre raggiunto la top 10 delle classifiche in Austria, Germania, Italia, Nuova Zelanda, Svezia e Svizzera.

### Critica
L'album è stato accolto con critiche miste. La rivista Classic Rock lo ha definito "uno dei più eccitanti dischi pubblicati da una band emergente in anni recenti". Viceversa, altre testate hanno accusato il gruppo di scimmiottare le sonorità classiche degli anni settanta, in particolare i Led Zeppelin. Il portale OndaRock lo ha definito "uno dei tentativi - studiati a tavolino - di revival del classico rock anni 70 più retrivo e conservatore che a memoria si ricordi".

## Tracce
Testi e musiche di Josh Kiszka, Jake Kiszka, Sam Kiszka e Danny Wagner.
1. Age of Man – 6:06
2. The Cold Wind – 3:16
3. When the Curtain Falls – 3:42
4. Watching Over – 4:29
5. Lover, Leaver (Taker, Believer) – 6:01
6. You're the One – 4:26
7. The New Day – 3:44
8. Mountain of the Sun – 4:30
9. Brave New World – 5:01
10. Anthem – 4:41

## Formazione
- Joshua Kiszka – voce; chitarra acustica (traccia 10)
- Jake Kiszka – chitarra, cori
- Samuel Kiszka – basso, tastiera, cori
- Danny Wagner – batteria, cori

## Classifiche
| Classifica (2018)          | Posizione massima |
| -------------------------- | ----------------- |
| Australia                  | 10                |
| Austria                    | 9                 |
| Belgio (Fiandre)           | 20                |
| Belgio (Vallonia)          | 9                 |
| Canada                     | 2                 |
| Finlandia                  | 43                |
| Francia                    | 53                |
| Germania                   | 3                 |
| Italia                     | 6                 |
| Italia (vinili)            | 1                 |
| Norvegia                   | 14                |
| Nuova Zelanda              | 7                 |
| Paesi Bassi                | 18                |
| Polonia                    | 5                 |
| Regno Unito                | 12                |
| Regno Unito (download)     | 8                 |
| Regno Unito (physical)     | 10                |
| Regno Unito (rock & metal) | 2                 |
| Regno Unito (vinyl)        | 3                 |
| Scozia                     | 6                 |
| Spagna                     | 15                |
| Stati Uniti                | 3                 |
| Stati Uniti (digital)      | 1                 |
| Stati Uniti (hard rock)    | 1                 |
| Stati Uniti (rock)         | 1                 |
| Stati Uniti (tastemaker)   | 1                 |
| Stati Uniti (vinyl)        | 1                 |
| Svezia                     | 6                 |
| Svizzera                   | 6                 |